# John Turk
John Turk, también conocido como Turk (13 de marzo de 1963), es un actor estadounidense. 
Turk se graduó en la Universidad Estatal de Illinois en educación física, también se formó en nutricionismo. El compitió en varios concursos de fisiculturismo, manteniendo títulos como Mr. Illinois. Turk es un rostro familiar en la industria del fitness y apareció en la portada de revistas como Muscle & Fitness, Physical y Planet Muscle.
En la serie de juegos de lucha Mortal Kombat, Turk interpretó a los personajes Sub-Zero y Shang Tsung en Mortal Kombat 3. En las futuras actualizaciones de Mortal Kombat 3, Ultimate Mortal Kombat 3 y Mortal Kombat Trilogy, también interpretó todos los personajes ninja no-cyborgs (Sub-Zero Clásico, Scorpion, Reptile, Smoke, Rain, Ermac, Noob Saibot, y Camaleón); y quizás también hubiera sido intérprete de Tremor [cita requerida], personaje descartado en dicho juego. Además de eso, hizo el papel de Sub-Zero Clásico en el juego Mortal Kombat Mythologies: Sub-Zero, interpretando también la voz del personaje.
Turk también trabajó como doblador para los personajes Vlad y Reptillor en uno de los episodios ("Poker, Mon") de la serie animada en línea Press Start: Bonus Levels.
Apareció también en dos episodios de la serie Prison Break: «Riots, Drills And The Devil» (partes I y II), donde el personaje que interpretaba tenía el mismo nombre, Turk.
En 2008, Turk apareció en un pequeño papel como guardaespaldas en The Dark Knight.